# Koipsi
Koipsi (též Koipse) je jeden z estonských ostrovů v Baltském moři. Nachází se v Kolžském zálivu přibližně 1 km od pevniny.